# Аллегретти, Риккардо
Рикка́рдо Аллегре́тти (итал. Riccardo Allegretti; 15 февраля 1978, Милан) — итальянский футболист, полузащитник.

## Клубная карьера
Аллегретти является воспитанником «Милана». В 18 лет он был отправлен в аренду в клуб «Лекко», где за 2 сезона провёл 55 матчей. В 1998 году итальянец перешёл в «Эмполи», но затем на один сезон был арендован командой «Реджана». Следующие два сезона Аллегретти играл за «Эмполи» в Серии В.
В 2001 году полузащитник перешёл в клуб «Комо». В сезоне 2001/02 он провёл 28 матчей и забил 2 гола, тем самым, помог своей команде подняться из Серии В в высший дивизион Италии. 1 сентября 2002 года Аллегретти дебютировал в Серии А в матче с «Ромой». Следующий сезон футболист провёл в «Модене», где сыграл 18 матчей и 2 ноября 2003 года забил свой первый мяч в Серии А во встрече с «Перуджей». В 2004 году итальянский игрок был арендован «Кьево», но играет мало, всего 8 матчей за сезон. Вторую половину сезона 2004/05 он проводит в «Венеции», после чего перебирается в скромный «Авеллино».
В 2006 году состоялся переход Аллегретти в «Триестину». Здесь он стал капитаном и флагманом команды. В течение трёх сезонов он являлся основным игроком полузащиты, проведя за эту команду в итоге 119 матчей в Серии В. 3 июля 2009 года итальянец получает официальное предложение о переходе «Бари», который в 2009 году был новичком Серии А. Аллегретти не устоял перед соблазном быть задействованным в главной лиге страны. Свой первый гол он забил 13 сентября 2009 года против «Палермо» (счёт — 1:1). Ещё он дважды поразил ворота «Ливорно»: 8 ноября 2009 года, причём его гол стал единственным в матче, а 28 марта 2010 Аллегретти отличился в матче второго круга (ничья 1:1).
26 июля 2010 Аллегретти перешёл в «Гроссето». Травмы и постоянная череда смены тренеров не позволили Аллегретти в полной мере реализовать свой потенциал, вследствие чего 31 августа 2011 года он перешёл в «Триестину».